# Двигатель Nissan C
Nissan C — рядный четырёхцилиндровый бензиновый двигатель внутреннего сгорания, выпускавшийся компанией Nissan с 1957 по 1964 год.

## Технические характеристики
Рабочий объём двигателя Nissan C составляет 1,0 л (988 см3), мощность — 27,6 кВт (37 л. с.), а крутящий момент варьируется в диапазоне от 64,7 до 66,4 Н·м. В создании двигателя Nissan C принимал участие инженер подразделения Nissan USA Дональд Стоун, уменьшив диаметр цилиндра с 89 до 59 мм, в результате чего двигатель был назван Stone (в честь Дональда Стоуна). Когда объём был увеличен до 1,2 л за счёт увеличения хода поршня с 59 до 71 мм, двигатель получил название Nissan E.

## Устанавливался на
- 1957—1959 Datsun 210/211
- 1957—1960 Datsun 220/221/222 Truck
- 1959—1960 Datsun S211
- 08.1959—1963 Datsun Bluebird 310
- 09.1963—09.1964 Datsun Bluebird 410